# Даррелл, Джеральд
Дже́ральд Ма́лькольм Да́ррелл (англ. Gerald Malcolm Durrell; 7 января 1925, Джамшедпур, Британская Индия — 30 января 1995, Сент-Хелиер, Джерси) — британский натуралист, писатель, основатель Джерсийского зоопарка и Фонда охраны дикой природы, который носит его имя. Младший брат писателя Лоренса Даррелла (1912—1990).

## Биография
Джеральд Даррелл родился 7 января 1925 года в городе Джамшедпуре в Индии, бывшей в то время британской колонией.
Джеральд был самым младшим — четвёртым ребёнком (точнее, пятым, но второй ребёнок — Марджери Рут, родившаяся в 1915-м, умерла в следующем году от дифтерии в четырёхмесячном возрасте) в семье британского инженера-мостостроителя Лоуренса Сэмюэля Даррелла и его жены Луизы Флоренс Даррелл (урожденной Дикси). У Джеральда было два старших брата — Лоуренс (1912—1990) и Лесли (1917—1982), а также старшая сестра Маргарет (Марго) (1919—2007).
По свидетельству родственников, уже в двухлетнем возрасте Джеральд стал интересоваться животными, а его мать впоследствии вспоминала, что одним из первых он произнёс слово «zoo» (зоопарк).
В 1928 году после смерти отца Дарреллы переехали в Англию, а семь лет спустя, по совету старшего брата Лоуренса, — на греческий остров Корфу, где семья прожила почти пять лет.
На Корфу образованием Джеральда занимались многочисленные частные репетиторы. Среди его первых домашних учителей было мало настоящих педагогов. Единственным исключением стал натуралист Теодор Стефанидес (1896—1983). Именно от него Джеральд получил первые систематизированные познания по зоологии. Впоследствии Стефанидесу его ученик уделил немало страниц в одной из своих самых известных книг — романе «Моя семья и другие звери». Ему посвящены книги «Птицы, звери и родственники» (1969) и «Натуралист-любитель» (1982).
В 1939 году, перед началом Второй мировой войны, семья Дарреллов вернулась обратно в Англию, где Джеральд устроился на работу в лондонский зоомагазин «Аквариум».
Но настоящим началом карьеры Даррелла-исследователя стала работа в зоопарке Уипснейд в Бедфордшире. Сюда Джеральд устроился сразу после войны на должность «студента-смотрителя», или «мальчика на позверюшках», как называл себя он сам. Именно здесь он получил первую профессиональную подготовку и начал собирать «досье», содержащее сведения о редких и исчезающих видах животных (за 20 лет до появления Международной Красной книги).
В 1947 году Джеральд Даррелл, достигнув совершеннолетия (21 года), получил часть наследства отца. На эти деньги он организовал первые свои три экспедиции — две в Британский Камерун (1947—1949) и одну в Британскую Гвиану (1950). Прибыли эти экспедиции ему не принесли, и в начале 1950-х годов Джеральд оказался без средств к существованию и без работы.
Он написал несколько запросов в разные зоопарки Австралии, США и Канады, но ему везде отказали. Тогда Лоренс Даррелл, старший брат Джеральда, имевший уже к тому времени литературный опыт, посоветовал ему попробовать описать свои путешествия за животными, дав несколько ценных советов.
Первый рассказ Джеральда — «Охота на волосатую лягушку» — имел неожиданный успех, автора даже пригласили лично прочитать это произведение на радио. Его первая книга «Перегруженный ковчег» (1953) о путешествии в Камерун вызвала восторженные отзывы как читателей, так и критиков.
Автор был замечен крупными издателями, а гонорары за «Перегруженный ковчег» и вторую книгу — «Три билета до Эдвенчер» (Three Singles To Adventure, 1954) — позволили ему организовать в 1954 году новую экспедицию в Южную Америку. Однако в Парагвае в это время произошёл военный переворот, и почти всех отловленных животных пришлось отпустить обратно на волю. Свои впечатления об этой поездке Даррелл описал в следующей книге — «Под пологом пьяного леса» (The Drunken Forest, 1955).
В то же время Джеральд по приглашению Лоренса отдыхал на Корфу. Знакомые места вызвали у него массу детских воспоминаний — так появилась знаменитая «греческая» трилогия: «Моя семья и другие звери» (1956), «Птицы, звери и родственники» (1969) и «Сад богов» (1978). Первая книга трилогии имела огромный успех, в Великобритании она переиздавалась 30 раз, в США — 20 раз, впоследствии была даже включена в школьную программу по литературе в Великобритании.
Всего Джеральд Даррелл написал более 30 книг (почти все они переводились на десятки языков) и снял 35 фильмов. Дебютный четырёхсерийный телефильм «В Бафут с гончими» («To Bafut With Beagles», BBC), вышедший в 1958 году, был очень популярен в Англии.

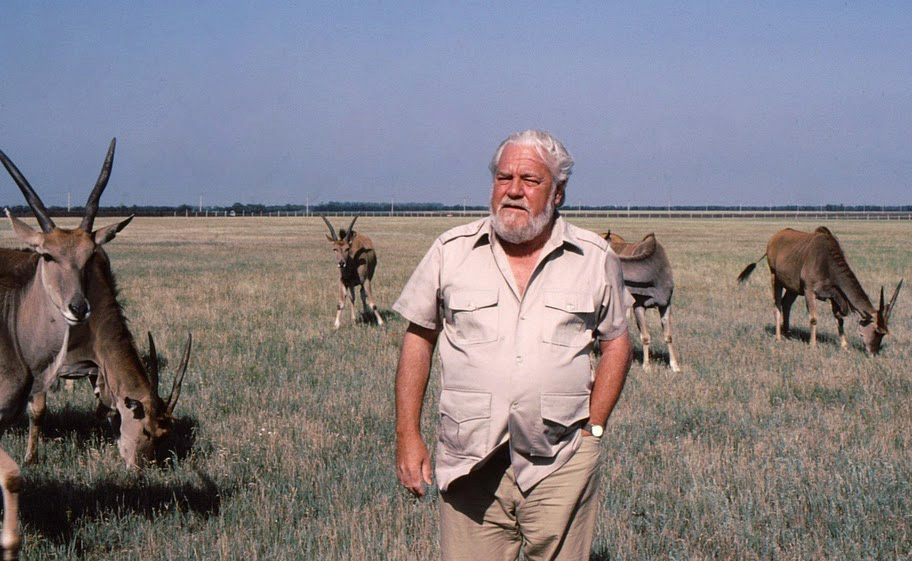
Джеральд Даррелл в заповеднике Аскания-Нова, СССР, 1985 г.

Через тридцать лет Дарреллу удалось провести съёмки в Советском Союзе — при активном участии и помощи от советской стороны. Результатом стал тринадцатисерийный фильм «Даррелл в России» (также демонстрировался по первому каналу телевидения СССР в 1986—1988 годах) и книга «Durrell in Russia» (на русский язык официально не переводилась).
В СССР книги Даррелла печатались неоднократно и крупными тиражами.
В 1959 году Даррелл создал на острове Джерси зоопарк, а в 1963 году на базе зоопарка был организован Джерсийский фонд сохранения диких животных.
Основная идея Даррелла заключалась в разведении редких и исчезающих видов животных в условиях зоопарка с целью дальнейшего расселения их в места естественного обитания. В настоящее время эта идея стала общепринятой научной концепцией. Если бы не Джерсийский фонд, многие виды животных сохранились бы только в виде чучел в музеях. Благодаря Фонду от полного исчезновения были спасены маврикийский розовый голубь, маврикийская пустельга, обезьяны золотистая львиная игрунка и мармозетка, австралийская лягушка корробори, лучистая черепаха с Мадагаскара и многие другие виды.

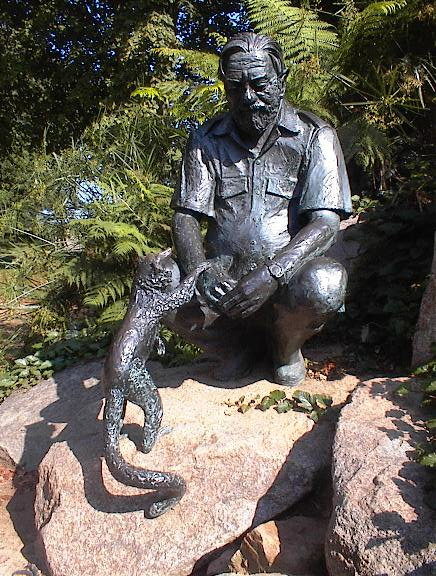
Скульптура в зоопарке Джерси

Джеральд Даррелл умер 30 января 1995 года от заражения крови, спустя девять месяцев после пересадки печени, на 71-м году жизни.

## Семья
Джеральд Даррелл был дважды женат: первая жена — Жаклин Даррелл (урождённая Уолфенден), дочь владельца гостиницы, сбежала к Джеральду от родителей, которые были категорически против их брака. Брак состоялся 26 февраля 1951 года и продлился 28 лет. Джеки сопровождала Джеральда во всех его последующих экспедициях. Развелись в 1979 году, одной из причин развода Джеки называла пристрастие Джеральда к алкоголю, а также то, что, по её мнению, Даррелл был больше предан работе, чем семье. Их развод сопровождался судебной тяжбой за имущество.
Вторая жена — американка Ли Даррелл (урождённая Уилсон), была на 24 года младше Джеральда. Они познакомились в 1977 году в Университете Дьюка (США), где Ли занималась изучением поведения животных, акустических сигналов млекопитающих и птиц Мадагаскара (получила учёную степень доктора философии). В университете Джеральд тогда проводил одну из своих лекций по охране природы. Они поженились в 1979 году. С Ли Джеральд прожил до конца своих дней.
Детей у Джеральда Даррелла не было.

## Главные экспедиции Даррелла
| Год         | География                                          | Основная цель | Книга                                | Фильм                                                      | Виды в центре внимания |
| ----------- | -------------------------------------------------- | --- | ------------------------------------ | ---------------------------------------------------------- | --- |
| 1947 / 1948 | Мамфе (Британский Камерун)                         | Самостоятельный сбор коллекции животных для британских зоопарков                                                                                                | Перегруженный ковчег                 | —                                                          | Ангвантибо, выдровая землеройка |
| 1949        | Мамфе и Бафут (Британский Камерун)                 | Самостоятельный сбор коллекции животных для британских зоопарков                                                                                                | Гончие Бафута                        | —                                                          | Галаго, волосатая лягушка, золотая кошка, летающая белка |
| 1950        | Британская Гайана                                  | Самостоятельный сбор коллекции животных для британских зоопарков                                                                                                | Три билета до Эдвенчер               | —                                                          | Бразильская выдра, древолаз, суринамская пипа, капибара, цепкохвостый дикобраз, двупалый ленивец                                                             |
| 1953 / 1954 | Аргентина и Парагвай                               | Частично спонсированная экспедиция по сбору коллекции животных                                                                                                  | Под пологом пьяного леса             | —                                                          | Кроличий сыч, золотоголовый дроздовый певун, анаконда, нанду, гигантский муравьед                                                                            |
| 1957        | Бафут, Британский Камерун                          | Сбор животных для собственного будущего зоопарка | Зоопарк в моем багаже, Гончие Бафута | В Бафут с гончими                                          | Иероглифовый питон, мартышка-гусар, галаго, восточная лысая ворона                                                                                           |
| 1958        | Патагония, Аргентина                               | Сбор животных для собственного фонда охраны дикой природы | Земля шорохов                        | Look (аргентинская экспедиция)                             | Южноамериканский морской котик, патагонская мара, вампир, магелланов пингвин                                                                                 |
| 1962        | Малайзия, Австралия и Новая Зеландия               | Съёмка документального телевизионного сериала «Двое в буше» | Путь кенгурёнка                      | Двое в буше                                                | Какапо, нестор-кака, кеа, гаттерия, суматранский носорог, беличий кускус                                                                                     |
| 1965        | Сьерра-Леоне                                       | Сбор животных для собственного фонда охраны дикой природы | Часть «Поймайте мне колобуса»        | Поймайте мне колобуса                                      | Колобусы, африканский леопард, кистеухая свинья, потто |
| 1968        | Мексика                                            | Сбор животных для собственного фонда охраны дикой природы | Часть «Поймайте мне колобуса»        | —                                                          | Бесхвостый кролик, толстоклювый попугай |
| 1969        | Большой Барьерный риф, Австралия                   | Миссия по охране природы, а также сбор материалов для книги, которая так и не была написана                                                                     | —                                    | —                                                          | Природа Большого Барьерного рифа |
| 1976, 1977  | Маврикий и другие Маскаренские острова             | Миссия по охране природы Маврикия, а также сбор животных для собственного фонда охраны дикой природы                                                            | Золотые крыланы и розовые голуби     | —                                                          | Розовый голубь, родригесская летучая лисица, древесный маскаренский удав, лейолописма Телфера, геккон Гюнтера, маврикийская пустельга                        |
| 1978        | Ассам, Индия и Бутан                               | Миссия по охране природы, а также съёмка эпизодов документального телесериала BBC                                                                               | —                                    | «Animals Are My Life», эпизод сериала «The World About Us» | Карликовая свинья |
| 1982        | Мадагаскар, Маврикий и другие Маскаренские острова | Миссия по охране природы, сбор животных для собственного фонда охраны дикой природы и местных зоологов, а также съёмка эпизодов документального телесериала BBC | Ковчег в пути                        | Ковчег в пути                                              | Розовый голубь, родригесская летучая лисица, древесный маскаренский удав, лейолописма Телфера, геккон Гюнтера, маврикийская пустельга, индри, Madagascan Boa |
| 1984        | СССР                                               | Съёмка документального телевизионного сериала «Даррелл в России»                                                                                                | Даррелл в России                     | Даррелл в России                                           | Лошадь Пржевальского, сайга, журавли, выхухоль |
| 1989        | Белиз                                              | Часть Программы Белиза — проекта по сохранению 250 000 акров тропических лесов                                                                                  | —                                    | —                                                          | Природа дождевого леса Белиза |
| 1990        | Мадагаскар                                         | Миссия по охране природы, а также сбор животных для собственного фонда охраны дикой природы и местных зоологов                                                  | Ай-ай и я                            | To the Island of Aye-Aye                                   | Ай-ай, индри, кошачий лемур, алаутранский серый лемур, тенреки                                                                                               |

## Литературные произведения
Всего Джеральдом Дарреллом было написано 37 книг, из них как минимум 28 были переведены на русский язык.
- 1953 — «Перегруженный ковчег» (The Overloaded Ark)
- 1954 — «Три билета до Эдвенчер» (Three Singles To Adventure)
- 1954 — «Гончие Бафута» (The Bafut Beagles)
- 1955 — «Новый Ной» (The new Noah)
- 1955 — «Под пологом пьяного леса» (The Drunken Forest)
- 1956 — «Моя семья и другие звери» (My Family and Other Animals)
- 1958 — «Встречи с животными» / «По всему свету» (Encounters with Animals)
- 1960 — «Зоопарк в моем багаже» (A Zoo in My Luggage)
- 1961 — «Зоопарки» (Look At Zoos)
- 1961 — «Земля шорохов» (The Whispering Land)
- 1964 — «Поместье-зверинец» (Menagerie Manor)
- 1966 — «Путь кенгурёнка»[7] / «Двое в буше» (Two in The Bush)
- 1968 — «Ослокрады» (The Donkey Rustlers)
- 1968 — «Рози — моя родня» (Rosy Is My Relative)
- 1969 — «Птицы, звери и родственники» (Birds, Beasts And Relatives)
- 1971 — «Филе из палтуса» / «Филе из камбалы» (Fillets of Plaice)
- 1972 — «Поймайте мне колобуса» (Catch Me A Colobus)
- 1973 — «Звери в моей жизни» (Beasts In My Belfry)
- 1974 — «Говорящий свёрток» (The Talking Parcel)
- 1976 — «Ковчег на острове» (The Stationary Ark)
- 1977 — «Золотые крыланы и розовые голуби» (Golden Bats and Pink Pigeons)
- 1978 — «Сад богов» (The Garden of the Gods)
- 1979 — «Пикник и прочие безобразия» (The Picnic and Suchlike Pandemonium)
- 1981 — «Птица-пересмешник» (The mockery bird)
- 1982 — «Натуралист-любитель» (The Amateur Naturalist) на русском языке не издавалась, в Сети существует любительский перевод
- 1982 — «Ковчег в пути» (Ark on the Move) на русский язык не переводилась
- 1984 — «Натуралист на мушке» (How to Shoot an Amateur Naturalist)
- 1986 — «Даррелл в России» (Durrell in Russia)
- 1990 — «Юбилей ковчега» (The Ark’s Anniversary)
- 1991 — «Мама на выданье» (Marrying Off Mother)
- 1992 — «Ай-ай и я» (The Aye-aye and I)

### Научные статьи
- Durrell G., Mallinson J. The Volcano rabbit: in the wild and at Jersey Zoo (англ.) // International Zoo Yearbook. — 1970. — Vol. 10, iss. 1. — P. 116—117. — doi:10.1111/j.1748-1090.1970.tb01302.x.
- Durrell G. Breeding the Szechuan White eared pheasant at Jersey Zoo (англ.) // International Zoo Yearbook. — 1971. — Vol. 11, iss. 1. — P. 133—136. — doi:10.1111/j.1748-1090.1971.tb01883.x.
- Durrell G., Durrell L. M. Breeding Mascarene wildlife in captivity (англ.) // International Zoo Yearbook. — 1980. — Vol. 20, iss. 1. — P. 112—119. — doi:10.1111/j.1748-1090.1980.tb00953.x.
- Durrell G. M. The Mauritian Expedition (англ.) // Dodo, Journal of the Jersey Wildlife Preservation Trust. — 1976. — Vol. 13. — P. 7—11.

## Награды и премии
- 1956 — Член Международного института искусств и литературы
- 1974 — Член Института Биологии в Лондоне
- 1976 — Почётный диплом Аргентинского общества защиты животных
- 1977 — Почётная степень доктора гуманитарной литературы Йельского университета
- 1981 — Офицер ордена Золотого Ковчега
- 1982 — Офицер ордена Британской империи (OBE)
- 1988 — Почётная степень доктора наук, почётный профессор Университета Дарема
- 1988 — Медаль в честь дня Ричарда Хупера — Академия естественных наук, Филадельфия
- 1989 — Почётная степень доктора наук Кентского университета, Кентербери

- 26 марта 1999 — в день своего 40-летнего юбилея созданный Джеральдом Дарреллом Джерсийский зоопарк переименован в Парк дикой природы имени Даррелла, а Джерсийский фонд охраны дикой природы — в Фонд охраны дикой природы имени Даррелла

## Виды и подвиды животных, названные в честь Джеральда Даррелла
- Clarkeia durrelli — ископаемое раннесилурийское плеченогое из отряда ринхонеллид, открыто в 1982 году (однако нет точных сведений, что оно названо именно в честь Джеральда Даррелла).
- Nactus serpensinsula durrelli — подвид островного голопалого геккона с острова Круглый из группы Маскаренских островов, входящего в островное государство Маврикий. Назван в честь Джеральда и Ли Дарреллов за их вклад в сохранение этого вида и фауны острова Круглый в целом. Маврикий выпустил марку с изображением этого геккона.
- Ceylonthelphusa durrelli — очень редкий пресноводный краб с острова Шри-Ланка.
- Benthophilus durrelli — рыба из семейства бычковых, открытая в 2004 году.
- Kotchevnik durrelli — ночная бабочка из семейства древоточцев, обнаруженная в Армении и описанная в 2004 году[8].
- Mahea durrelli — мадагаскарский клоп из семейства древесных щитников. Описан в 2005 году[9].
- Centrolene durrellorum — древесная лягушка из семейства стеклянных лягушек. Встречается в Эквадоре в восточных предгорьях Анд. Открыта в 2002 году, описана в 2005. Названа в честь Джеральда и Ли Дарреллов «за их вклад в сохранение всемирного биоразнообразия»[10].
- Salanoia durrelli (Мунго Даррелла) — млекопитающее, похожее на мангуста, из семейства мадагаскарских виверр. Обитает на Мадагаскаре в прибрежной зоне озера Алаотра. Вид найден и описан в 2010 году[11].

## Киновоплощения
- 1987 — в мини-сериале «Моя семья и другие животные» его играл Даррен Редмэйн.
- 2005 — в полнометражном фильме «Моя семья и другие звери» роль Джерри исполнил Юджин Саймон.
- 2016—2019 — в телесериале «Дарреллы», основанном на книгах Джеральда Даррелла о жизни на Корфу, роль Джерри сыграл Майло Паркер.